# 12 Hydrae
12 Hydrae, som är stjärnans Flamsteed-beteckning, är en trolig dubbelstjärna belägen i den södra delen av stjärnbilden Vattenormen och har även Bayer-beteckningen D Hydrae. Den har en kombinerad skenbar magnitud på 4,32 och är  synlig för blotta ögat där ljusföroreningar ej förekommer. Baserat på parallaxmätning inom Hipparcosuppdraget på ca 16,2 mas, beräknas den befinna sig på ett avstånd på ca 202 ljusår (ca 62 parsek) från solen. Den rör sig närmare solen med en heliocentrisk radialhastighet på ca –8,5 km/s.

## Egenskaper
Primärstjärnan 12 Hydrae Aa är en orange till gul jättestjärna av spektralklass G8 IIIb CN-1, där suffixnoten anger ett överskott av dicyan i spektrumet. Den har förbrukat förrådet av väte i dess kärna och utvecklats bort från huvudserien. Den har en massa som är ca 2,3 solmassor, en radie som är ca 11,5 solradier och utsänder från dess fotosfär ca 77 gånger mera energi än solen vid en effektiv temperatur av ca 5 000 K.
12 Hydrae en trolig astrometrisk dubbelstjärna där komponenten A är en spektroskopisk dubbelstjärna, som har en följeslagare, 12 Hydrae B av magnitud 13,7, som låg separerad med 26,8 bågsekunder vid en positionsvinkel av 266° år 2016. För det inre paret är upplösningen av låg kvalitet, men det uppskattas ha en omloppsperiod på ungefär 4 år och en excentricitet på ca 0,4.